# Reismühle in Imota
Die Reismühle in Imota ist eine landwirtschaftliche Anlage in Ikorodu, einem Vorort von Lagos, Nigeria. Sie wurde im Jahr 2021 gebaut und wird im vierten Quartal 2022 die volle Produktion aufnehmen.

## Beschreibung
Die Reismühle in Imota ist 22 Hektar groß, wobei die Mühle selbst 8,5 Hektar einnimmt. Sie wird die größte Mühle in Afrika und die drittgrößte Mühle der Welt sein. Die Reismühle hat eine Produktionskapazität von 2,8 Millionen Säcken mit 50 kg Reis pro Jahr und schafft 1.500 direkte und 254.000 indirekte Arbeitsplätze. Nach Fertigstellung wird die Produktionskapazität der Reismühle in Imota entsprechend der geschätzten installierten Infrastruktur der Anlage zu den größten der Welt und zu den größten in Afrika südlich der Sahara gehören.
Es handelt sich um eine integrierte Mühle mit zwei Lagerhäusern und 16 Silos (je 2.500 Tonnen Fassungsvermögen, 25 Meter Höhe, 40 Jahre Lebensdauer). Die Mühle arbeitet in zwei Linien, die den Paddy (ungeschälten Reis) annehmen, vorreinigen, kochen, trocknen, sortieren, schälen, polieren und absacken. Laut Demola Amure, Seniorpartner, wird die Mühle als "Rolls-Royce" unter den Reismühlen bezeichnet. Die Qualität des Reises wird "second-to-none" (unübertroffen) sein.
Für die Montage wurde ausschließlich einheimisches Personal eingesetzt.

## Wirtschaftliche Auswirkungen
Nach Angaben des Gouverneurs des Bundesstaates Lagos, Babajide Sanwo-Olu, wird die volle Produktionskapazität der Anlage zu einer drastischen Senkung der Reispreise und des Drucks auf den Kauf des Rohstoffs führen. Gegenwärtig (Anfang 2022) produziert Nigeria Paddy (ungeschälten Reis) und importiert geschälten/geschliffenen Reis zu einem höheren Preis. Die Verarbeitung des nationalen Grundnahrungsmittels Reis im eigenen Land dürfte daher die nigerianische Handelsbilanz verbessern und beachtliche Transportkosten einsparen.

## Technisches Verfahren
In einer Reismühle werden vor allem das Getreide Dinkel, Gerste, Hafer, Hirse und Reis geschält, d. h. die fest mit dem Korn verbundenen und beim Dreschen nicht abfallenden Spelzen werden entfernt (Dehusking). Die Spelzen sind für den menschlichen Organismus unverdaulich und würden das Geschmacks- und Kauempfinden negativ beeinflussen. Außerdem werden die geschälten Getreidekörner in einer Reismühle in der Regel noch nachträglich gewalzt (Haferflocken), geschnitten (Grütze) oder poliert (Reis, Walzgerste). Die weiteren möglichen Verarbeitungsschritte sind meist identisch mit denen in einer Getreidemühle.

## Anlage
Die Maschinen stammen von Bühler, einem Schweizer Unternehmen, das zu den weltweit führenden Herstellern von Reisverarbeitungstechnologien gehört. Die Anlage ist vollständig automatisiert. Bis zum Verpacken des Reises in Säcke wird der Reis nicht angefasst.
Ein einheimisches Unternehmen, Henry Karll, installierte die Anlage unter der Aufsicht von Bühler und übernimmt das Training der Mitarbeiter. Der Projektberater Faocon Nigeria Ltd. sorgt dafür, dass alle Parteien harmonisch zusammenarbeiten.
Die Wasserversorgung, die Aufbereitung, die Filtration und die Umkehrosmose werden von einer einheimischen Firma übernommen, die auch für Coca-Cola, Pepsi und Nigerian Breweries tätig war.

## Umgebung
Die Regierung des Bundesstaates entwickelt neben der Mühle auch einen Industriepark. Gouverneur Sanwo-Olu sagte, der Park werde über Einrichtungen verfügen, die das Gedeihen der Unternehmen und die Rentabilität der Investitionen für die Unternehmer fördern würden.

## Ausblick
Um eine nahtlose Versorgung der Anlage mit Rohstoffen zu ermöglichen, wird Lagos eine Strategie der Rückwärtsintegration in Form einer Zusammenarbeit mit anderen nigerianischen Bundesstaaten wie Kwara, Sokoto, Benue, Borno und Kebbi verfolgen, um den Bedarf an Paddy für die Mühle zu decken.
Reis aus der Reismühle Imota wird im Dezember 2022 unter der Marke "Eko rice" zum Verkauf angeboten.
Der Preis für einen 50-kg-Sack Reis ist in der zweiten Jahreshälfte 2022 von 32.000 Naira (etwa 64 Euro) auf 48.000 Naira (etwa 96 Euro) gestiegen, was einer Inflation von 50 % entspricht, verursacht durch die Überflutung vieler nigerianischer Reisfarmen im Oktober 2022.